# Кяу Су Оо
Кяу Су Оо (англ. Kyaw Soe Oo) — лауреат Пулитцеровской премии и репортёр Reuters в Мьянме, получивший известность благодаря расследованию о гонениях и казнях мусульманского меньшинства рохинджа. В конце 2017 года его вместе с коллегой Ва Лоном арестовали якобы за нарушение Закона о государственной тайне. Журналистов приговорили к семи годам лишения свободы, хотя улики по делу были сфабрикованы. Дело получило широкий общественный резонанс, и в 2019 году обвинения c репортёров были сняты.

## Карьера
Этнический буддист-ракхайна Кяу Су Оо вырос в столице штата Ситуэ. Свою журналистскую карьеру он начал в локальном интернет-издании Rakhine Development News. Он также участвовал в основании новостного агентства Root Investigation Agency, освещавшего региональные проблемы. В 2017 году Кяу Су Оо присоединился к мьянскому Reuters, для которого освещал этнические конфликты в стране.

## Задержание и арест
В декабре 2017 года во время расследования преследований племени рохинджа и нарушений прав человека в Мьянме журналисты Ва Лон и Кяу Су Оо были арестованы. Репортёров обвиняли в нарушении Закона о государственной тайне, так как полицейские нашли у них военные документы. Однако представители журналистского и международного сообществ были уверены, что корреспонденты Reuters пострадали из-за своей работы над табуированной в стране темой. Во время задержания они расследовали обстоятельства казни десятерых человек, произошедшей 2 сентября 2017 года в деревне Инн Дин на севере Ракхайна. Опубликованные Reuters статьи об их убийстве и массовом захоронении вошли в сентябрьский доклад Организации Объединённых Наций о геноциде, а дело Ва Лона и Кяу Су Оо стало примером подавления гражданских институтов и критики правительства.
Во время заседания суда офицер полиции Мо Ян Наинг сообщил, что его начальство организовало встречу с журналистами, чтобы незаметно подложить им «секретные документы». Файлы были спрятаны в газете, которую полицейские передали Ва Лону и Кяу Су Оо. Однако корреспондентов не освободили, даже когда стало известно о сфабрикованности улик. В сентябре 2018 года их приговорили к семи годам лишения свободы. Такое решение было воспринято как посягательство на свободу прессы и вызвало вопросы о демократичности режима в Мьянме.
Дело привлекло широкое внимание общественности. В защиту Ва Лона и Кяу Су Оо выступали журналисты, художники, организации PEN Америка и «Репортёры без границ». Суд дважды отклонял апелляции адвокатов. Но в мае 2019 года журналисты вышли на свободу после президентской амнистии. Всего они провели в тюрьме на окраине Янгона почти полтора года. Амнистию положительно восприняли профессиональные и международные сообщества. Например, Международная федерация журналистов назвала её «шагом к свободе прессы в Мьянме» и призвала правительство снять все неурегулированные обвинения против журналистов в стране. По словам представителя ООН Кнута Остби, их освобождение стало «шагом на пути к свободной прессе и сигналом становления демократии в Мьянме».

## Награды и признание
Заслуги Кяу Су Оо в освещении кризисов в Мьянме отмечены Премией Осборна Эллиотта за достижения в азиатской журналистике, Премией Джорджа Полка, Премией Amnesty International, Премией Гильермо Кано за вклад в дело свободы печати, Международной премией за свободу прессы от CJFE и рядом других наград. Кроме того, заслуги Кяу Су Оо и Ва Лона оценили Общество издателей Азии, PEN Америка, Ассоциация иностранной прессы, Северо-Западный университет и другие профессиональные организации. Журнал Time назвал Ва Лона «Человеком 2018 года».